# Victor Sarkis
Victor „Vitinho“ Sarkis (* 18. März 1991 in Florianópolis) ist ein brasilianischer Snookerspieler. Durch den Gewinn der Amerikameisterschaft 2021 qualifizierte er sich für die World Snooker Tour.

## Karriere
Sarkis wurde in Florianópolis im südlichen Bundesstaat Santa Catarina geboren, wo er auch heute noch lebt. Mit sechs Jahren lernte „Vitinho“ – so sein Spitzname – das Snookerspiel durch seinen Vater kennen. In den nächsten Jahren trainierte er regelmäßig in einem lokalen Verein. Mit Cesar Nabor Siegel nahm ihn ein auf regionaler Ebene erfolgreicher Spieler unter seine Fittiche. Mit der Zeit verbesserte sich Sarkis und konnte auf regionaler Ebene einige Juniorenturniere gewinnen. Als junger Erwachsener ließ er sich beim Serviço Nacional de Aprendizagem Comercial zum Verwaltungskaufmann ausbilden. Danach gründete er seine eigene Firma, Sarkis Snooker & Pool, ein Dienstleistungsunternehmen im Bereich Snooker und speziell Billardtische. Gleichzeitig arbeitete er als Snookertrainer. Parallel dominierte er den regionalen Snookersport und wurde mehrfach Staatsmeister von Santa Catarina. Irgendwann wurde er auch brasilianischer Vize-Meister. Insgesamt gehörte er ab Ende der 2010er-Jahre zu den führenden Snookerspielern Brasiliens.
Auf internationaler Bühne konnte Sarkis ab 2015 Brasilien dreimal in Folge bei der Amateurweltmeisterschaft vertreten. Nachdem er zweimal direkt in der Gruppenphase verloren hatte, verlor er bei der Ausgabe 2017 sein Auftaktspiel in der Finalrunde. 2019 war er Teilnehmer der ersten von der Pan American Billiards and Snooker Association ausgerichteten Amerikameisterschaft, bei der er bis ins Achtelfinale kam. Bei der nächsten Ausgabe im Jahr 2021 zog er ins Endspiel ein, das er mit 5:3 gegen den US-Amerikaner Renat Denkha gewann. Durch diesen Sieg erhielt er die Berechtigung, während der Saisons 2022/23 und 2023/24 auf der World Snooker Tour zu spielen. Nach Itaro Santos und Igor Figueiredo ist er der dritte Brasilianer, der sich für die Profitour qualifizieren konnte. Gleichzeitig qualifizierte er sich für den Snooker-Wettbewerb der World Games 2022, bei dem er aber sein Auftaktspiel verlor.

## Erfolge
| Ausgang         | Jahr | Turnier                            | Finalgegner  | Ergebnis |
| --------------- | ---- | ---------------------------------- | ------------ | -------- |
| Amateurturniere |      |                                    |              |          |
| Sieger          | 2021 | PABSA-Snooker-Amerikameisterschaft | Renat Denkha | 5:3      |